# Most Wanted (Hilary Duff)
Most Wanted è la prima raccolta della cantante statunitense Hilary Duff; l'album contiene anche tre inediti scritti in collaborazione con Joel Madden, cantante dei Good Charlotte ed ex fidanzato della Duff, e tre remix ufficiali mai pubblicati. Hanno partecipato anche il fratello di Joel, Benji Madden e John Feldman dei Goldfinger.
Pubblicato il 16 agosto 2005 in USA e Canada, è disponibile in due versioni: la versione standard, che contiene tre inediti, e la Collector's Edition, o Signature Edition, che comprende quattro inediti e materiale aggiuntivo. La versione standard contiene anche una traccia nascosta, I Am (Remix 2005). In Italia, dove i due album precedenti non erano stati pubblicati, si trattò dell'album di debutto di Hilary Duff. Anche per questo non si può parlare di vero e proprio Greatest Hits, poiché per l'Europa e l'Asia i brani erano tutti inediti. Most Wanted ha ricevuto recensioni di disapprovazione da parte della critica musicale che ha accusato Hilary Duff di non aver registrato materiale sufficiente per giustificare una compilation.
Il primo singolo estratto dall'album fu Wake Up, che scalò le classifiche di tutto il mondo. Il secondo singolo fu Beat of My Heart, che confermò il successo del primo. Il terzo singolo doveva essere Super Girl, scelto dopo un sondaggio contro Break My Heart, ma venne pubblicato solo su iTunes. Per il mercato europeo la casa discografica decise di pubblicare come terzo singolo in Regno Unito e in Italia Fly.
In Italia l'album venne pubblicato il 28 ottobre 2005 e rimase nella top 20 degli album più venduti per oltre 25 settimane. Anche i tre singoli rimasero a lungo nella top 20 dei singoli più venduti.

## Classifiche
Most Wanted vendette circa 208 000 copie nella prima settimana e per la prima volta la Duff debuttò al primo posto nella Billboard 200. Nella seconda settimana le vendite calarono del 51%, ma con 101 000 copie vendute l'album riuscì comunque a mantenere la prima posizione. La terza settimana scese all'ottava posizione con 77 000 copie. Dopo 5 settimane venne premiato con il disco di platino, ma le vendite scesero e l'album uscì dalla top 50, per poi rientrare nella top 40 grazie all'uscita del secondo singolo Beat of My Heart e alla ottima performance agli American Music Award 2005. Dopo 5 mesi dalla sua uscita Most Wanted raggiunse il milione di copie vendute aggiudicandosi un disco di platino.
Wake Up fu il primo singolo pubblicato e debuttò alla posizione 29 della Billboard Hot 100. Nel Regno Unito debuttò al settimo posto e in Irlanda raggiunse la quinta posizione dopo 3 settimane, nella Nuova Zelanda invece non riuscì ad oltrepassare la ventiquattresima posizione. Il video, diretto da Marc Webb, fu trasmesso la prima volta il 26 agosto su Countdown, programma musicale dell'emittente canadese Much Music, risalendo dalla ventinovesima alla sesta posizione in 6 settimane. A Total Request Life il video debuttò alla settima posizione e raggiunse il primo posto per tre giornate. Il video raggiunse e mantenne la prima posizione per diverso tempo anche nell'edizione italiana di TRL. Nell'ottobre 2005 venne certificato disco d'oro dalla RIAA.
Il video del secondo singolo, Beat of My Heart, fu girato a Los Angeles e diretto da Phil Harder. L'8 novembre 2005 fu pubblicato su iTunes e il giorno dopo la première venne trasmessa a TRL, debuttando alla terza posizione e raggiungendo il primo posto il 14 novembre. La Much Music conferì al video lo status di "High Rotation", questo stava a significare che il video era molto richiesto e veniva mandato in onda molte volte.

## Andamento nella classifica degli album italiani
| Posizione | 17 | 20 | 33 | 35 | 43 | 40 | 30 | 27 | 31 | 17 | 9 | 6 | 6 | 14 | 14 | 16 | 14 | 12 | 10 | 13 | 21 | 21 | 20 | 15 | 14 | 24 | 21 | 19 | 35 | - | 40 | 50 |

In Italia l'album venne certificato disco di platino per aver venduto più di 110 000 copie.

## Tracce

### Versione standard
1. Wake Up – 3:38 (Dead Executives, Hilary Duff)
2. The Getaway – 3:37 (Julian Bunetta, James Michael)
3. Beat of My Heart – 3:09 (Dead Executives, Hilary Duff)
4. Come Clean (Remix 2005) – 3:44 (Kara DioGuardi, John Shanks)
5. Mr. James Dean – 3:29 (Hilary Duff, Haylie Duff, Kevin De Clue)
6. So Yesterday – 3:35 (Lauren Christy, Scott Spock, Graham Edwards, Charlie Midnight)
7. Metamorphosis – 3:28 (Hilary Duff, Charlie Midnight, Chico Bennett, Andre Recke)
8. Rock This World (Remix 2005) – 3:58 (Denny Weston Jr., Ty Stevens, Hilary Duff, Charlie Midnight)
9. Break My Heart – 3:21 (Dead Executives, Hilary Duff)
10. Fly – 3:43 (Kara DioGuardi, John Shanks)
11. Girl Can Rock – 3:04 (Charlie Midnight, Denny Weston Jr.)
12. Our Lips Are Sealed – 2:40 (Jane Wiedlin, Terence Hall)
13. Why Not (Remix 2005) – 2:59 (Charlie Midnight, Matthew Gerrard) – contiene la traccia nascosta I Am (Remix 2005)

### Collector's Edition
1. Wake Up – 3:38
2. The Getaway – 3:37
3. Beat of My Heart – 3:09
4. Come Clean (Remix 2005) – 3:44
5. Who's That Girl (Acoustic Version) – 3:26 (Charlie Midnight, Desmond Child, Andreas Carlsson)
6. Mr. James Dean – 3:29
7. So Yesterday – 3:35
8. Metamorphosis – 3:28
9. Rock This World (Remix 2005) – 3:58
10. Break My Heart – 3:21
11. Jericho (Remix 2005) – 3:50 (Charlie Midnight, Chico Bennett)
12. Fly – 3:43
13. Supergirl – 2:53 (Greg Wells, Kara DioGuardi)
14. Party Up (Dance Mix) – 3:56 (Ashley Hamilton, Taylor Laurence, Rhodes Meredith, Ann Brooks)
15. Girl Can Rock – 3:04
16. Our Lips Are Sealed – 2:40
17. Why Not (Remix 2005) – 2:59

### Japanese edition & DVD
1. Wake Up – 3:38
2. The Getaway – 3:37
3. Beat of My Heart – 3:09
4. Come Clean (Remix 2005) – 3:44
5. Who's That Girl (Acoustic Version) – 3:26
6. Mr. James Dean – 3:29
7. So Yesterday – 3:35
8. Metamorphosis – 3:28
9. Rock This World (Remix 2005) – 3:58
10. Break My Heart – 3:21
11. Jericho (Remix 2005) – 3:50
12. Fly – 3:43
13. Supergirl – 2:53
14. Party Up (Dance Mix) – 3:56
15. Girl Can Rock – 3:04
16. Our Lips Are Sealed – 2:40
17. Why Not (Remix 2005) – 2:59
18. Wake Up (DJ Kaya Long-T Remix) – 5:29
19. Wake Up (Dj Kaya Dance Remix) – 4:17

Include anche un servizio fotografico (50 pagine) e un DVD con
1. Wake Up (Video)
2. So Yesterday (Video)
3. Why Not (Video)
4. Come Clean (Video)
5. Our Lips Are Sealed (Video)
6. Learning to fly
7. Making Of Hilary's Interview In L.S. 2003
8. Making Of Japan Promotion Tour 2003
9. Making Of Japan Promotion Tour 2004
10. Making Of Hilary's Interview In Toronto 2005
11. Making Of Wake Up

## Cronologia nellaBillboard200
| Settimana | 01 | 02 | 03 | 04 | 05 | 06 | 07 | 08 | 09 | 10 | 11 | 12 | 13 | 14 | 15 | 16 | 17 | 18 | 19 | 20 | 21 | 22 | 23 | 24 | 25 | 26 | 27  | 28  | 29  | 30  | 31  | 32  |
| --------- | -- | -- | -- | -- | -- | -- | -- | -- | -- | -- | -- | -- | -- | -- | -- | -- | -- | -- | -- | -- | -- | -- | -- | -- | -- | -- | --- | --- | --- | --- | --- | --- |
| Posizione | 1  | 1  | 8  | 9  | 20 | 23 | 27 | 27 | 38 | 47 | 48 | 52 | 45 | 32 | 32 | 30 | 29 | 34 | 36 | 49 | 53 | 62 | 67 | 78 | 85 | 97 | 115 | 122 | 139 | 143 | 141 | 154 |

## Classifiche
| Classifica (2005/2006) | Posizione massima |
| ---------------------- | ----------------- |
| Australia              | 3                 |
| Austria                | 72                |
| Canada                 | 1                 |
| Irlanda                | 8                 |
| Italia                 | 6                 |
| Giappone               | 3                 |
| Messico                | 9                 |
| Nuova Zelanda          | 10                |
| Regno Unito            | 31                |
| Spagna                 | 43                |
| Svizzera               | 69                |
| U.S. Billboard 200     | 1                 |

### Posizioni raggiunte dai singoli
| Singolo          | Classifica (2005/2006) | Posizione |
| ---------------- | ---------------------- | --------- |
| Wake Up          | U.S. Billboard Hot 100 | 29        |
| Wake Up          | U.S. Billboard Pop 100 | 23        |
| Wake Up          | Canada                 | 6         |
| Wake Up          | Regno Unito            | 7         |
| Wake Up          | Irlanda                | 5         |
| Wake Up          | Italia                 | 2         |
| Wake Up          | Nuova Zelanda          | 24        |
| Beat of My Heart | Australia              | 13        |

## Crediti
Fonte
- Juliana Bunetta - Producer
- Dean Butterworth - Drums
- Chris Cox - Remixing
- Dead Executives - Bass, Guitar, Producer
- Kevin DeClue - Producer, Mixing
- Haylie Duff - Producer, Mixing, Vocals
- Hilary Duff - Liner Notes, Executive Producer, Vocals
- Fruit - Vocals (background)
- Allan Hessler - Assistant Engineer
- Jay Landers - Exuctive Producer
- Stephen Marcussen - Mastering
- Charlie Midnight - Producer
- Monique Powell - Vocals (background)
- Andre Recke - Executive Producer
- Jeff Rothschild - Mixing
- Eric Sarafin - Mixing
- John Shanks - Producer, Mixing
- Joel Soyffer - Mixing
- Denny Weston, Jr. - Producer